# Canning
Canning o Port Cannning (també Matla) és una ciutat de Bengala Occidental, districte de 24 Parganas, capital de la subdivisió de Canning. Porta el seu nom per Charles Canning, primer Earl Canning (Lord Canning) governador general de l'Índia del 1856 al 1858 i virrei del 1858 al 1862. Està situada a la riba del riu Matla, nom que també se li donà ocasionalment. Al cens del 2001 consta amb 450.321 habitants que són els habitants dels blocks Canning–I i Canning–II (que estan formats per una extensa regió rural a la rodalia de la ciutat) i no pas els habitants de la mateixa ciutat (la ciutat consta amb 1.041 habitants el 1901).

## Història

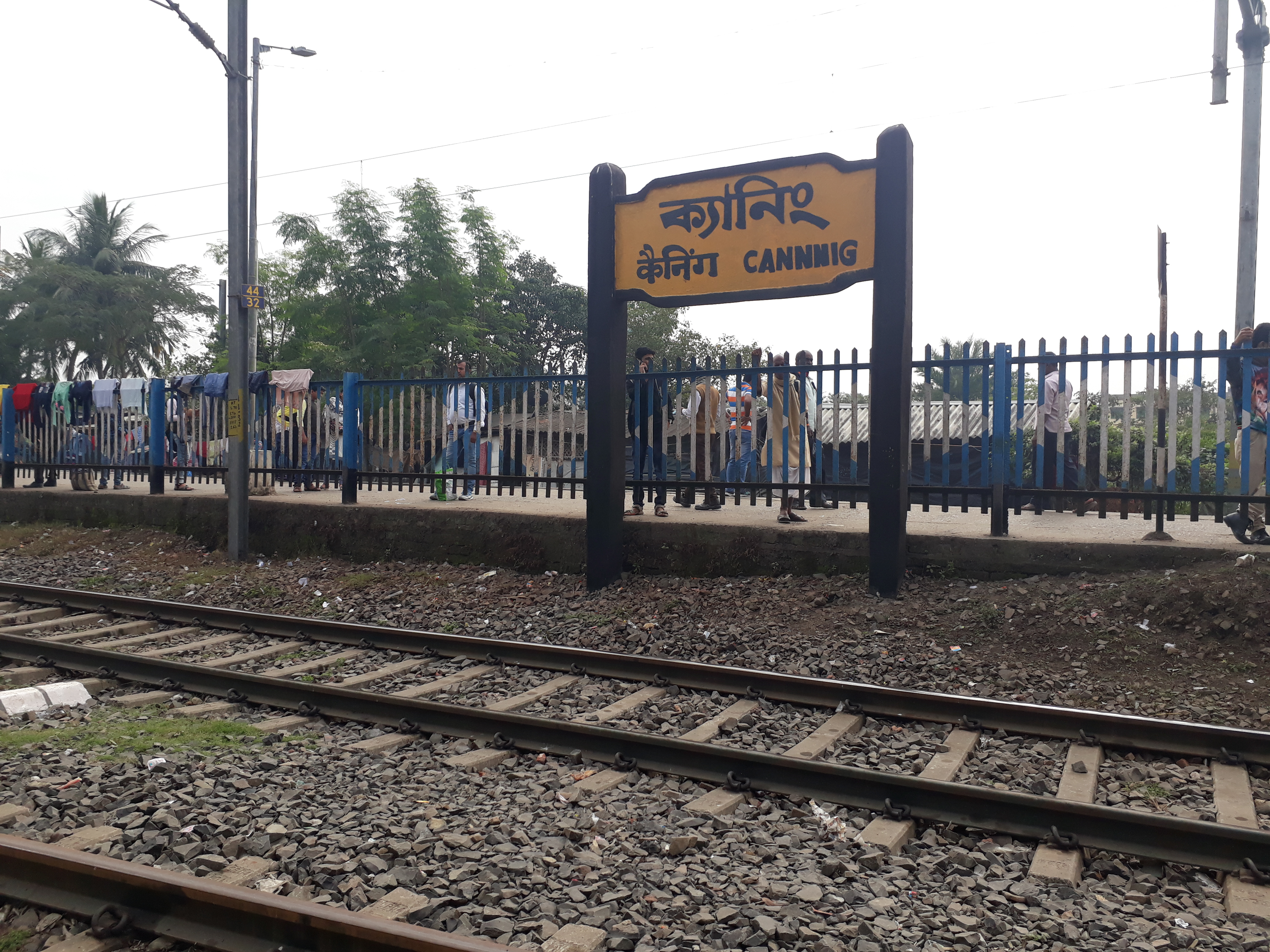

Fou construïda al Sunderbands durant el govern de Lord Caning, com a alternativa i competència per Calcuta i Singapur. Els primers terrenys es van comprar el 1853 i el 1862 fou declarada municipalitat. El 1865 es va formar una companyia per desenvolupar el port. El 1867 fou destruïda per una crescuda del riu i l'activitat portuaria es va reduir al mínim. El seu desenvolupament es va produir en els darrers trenta anys.